# Museo de Arte de Tigre
El Museo de Arte de Tigre Intendente Ricardo Ubieto (también conocido por su abreviatura "MAT" o "Museo de Arte Tigre" simplemente), se encuentra en la localidad de Tigre, en la Provincia de Buenos Aires, Argentina.

## Ubicación
El Museo de Arte de Tigre Intendente Ricardo Ubieto se encuentra en la Av. Paseo Victorica 972, frente al Río Luján.

## Historia

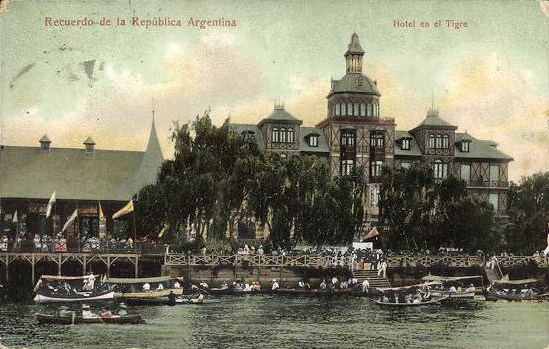
El Tigre Hotel fue inaugurado hacia 1890, atrayendo a la clase alta porteña.

En el año 1909 se formó una sociedad con el fin de fundar un club que convocara a los habitantes del lugar y fuera un espacio para la práctica de deportes y de esparcimiento, incluyendo al mismo tiempo un casino a la manera europea. En 1910 se aprobaron los estatutos y comenzó la construcción de la obra bajo la dirección y proyecto de la firma Dubois y Paul Pater. El casino sería habilitado en 1927. 
Sus principales financistas fueron en el momento de la construcción Ernesto Tornquist, Luis García y Emilio Mitre (hermano del expresidente Bartolomé Mitre).
Tras la designación de Félix Armesto como presidente de la comisión, se decidió construir la sede del museo. 
El lugar que se eligió fue el predio ubicado en Paseo Victorica junto al entonces edificio del Tigre Hotel.
El edificio actual está al lado del Tigre Hotel, espacio donde se encuentra actualmente el consejo deliberante. El edificio del Tigre Hotel se demolió en la década de 1930.

## Características del edificio

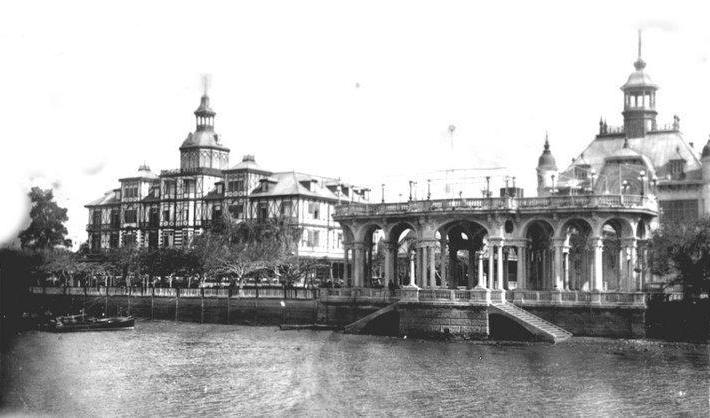
Junto al demolido Tigre Hotel (izq.)

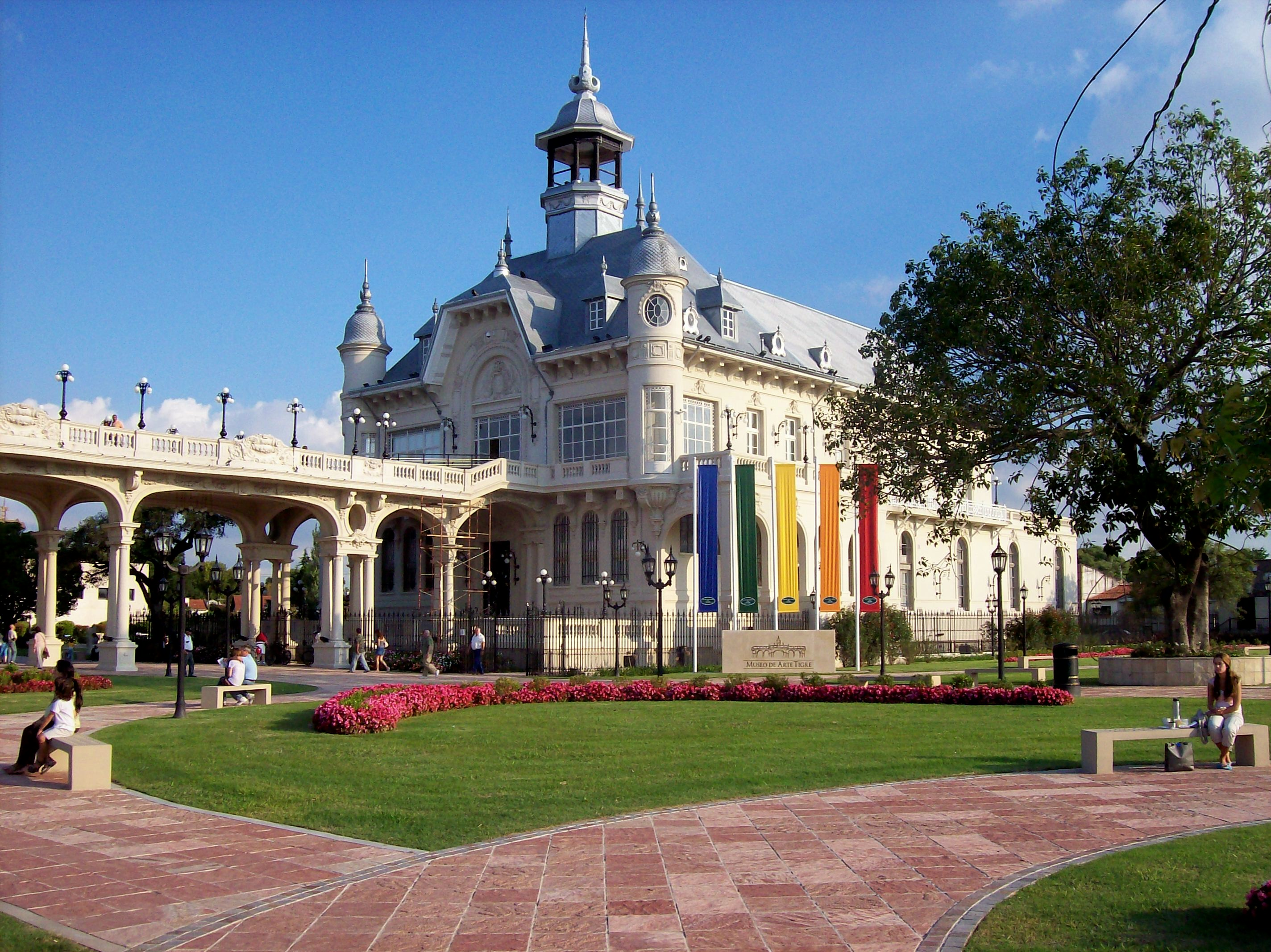
Imagen tomada en sentido norte sur.

El edificio consta de 2 plantas, en el edificio abundan columnas dóricas simples, semi columnas, pilastras, arquerías, y motivos ornamentales de palmetas, guirnaldas de flores, hojas de laurel (emblema de la gloria) y de encina (emblema de la fuerza).
El Tigre Hotel y el Tigre Club (ex casino) tuvieron su esplendor en la década del 50, donde se hacían los mejores bailes populares de la Argentina, como ejemplo sito a Juan D'Arienzo, Osvaldo Pugliese, Aníbal Troilo, La Jazz Casino, Feliciano Brunelli, Oscar Alemán, etc. El fondo de comercio era de Diego de la Sota, creador de esta década tan popular, luego en el año 1958 fue expropiado para instalar en él, una oficina de Gendarmería.
Las esquinas del edificio se completan por 2 torres salientes desde el primer piso, semiredondas, que rematan en una cúpula semibulbosa con un coronamiento de hierro y una aguja final, que se repite en el mirador hexagonal. 
Como toda obra francesa y europea en general, el edificio cuenta con obras de arte dentro de su construcción; son ejemplos de ello el marouflage del pintor español Julio Vila-Prades en la bóveda oval del primer piso, en el que un grupo de ninfas interpretan melodías con sus diferentes instrumentos, o la escultura de bronce burilado de la Fundición Fonderies Du Val Dósne de París. 
En el año 1978 la municipalidad de Tigre se hace cargo del edificio, declarado Monumento Histórico Nacional en 1979. 
En el año 1990 comienzan las obras de recuperación del edificio con el fin de albergar un museo de arte, siendo el MAT el resultado final.

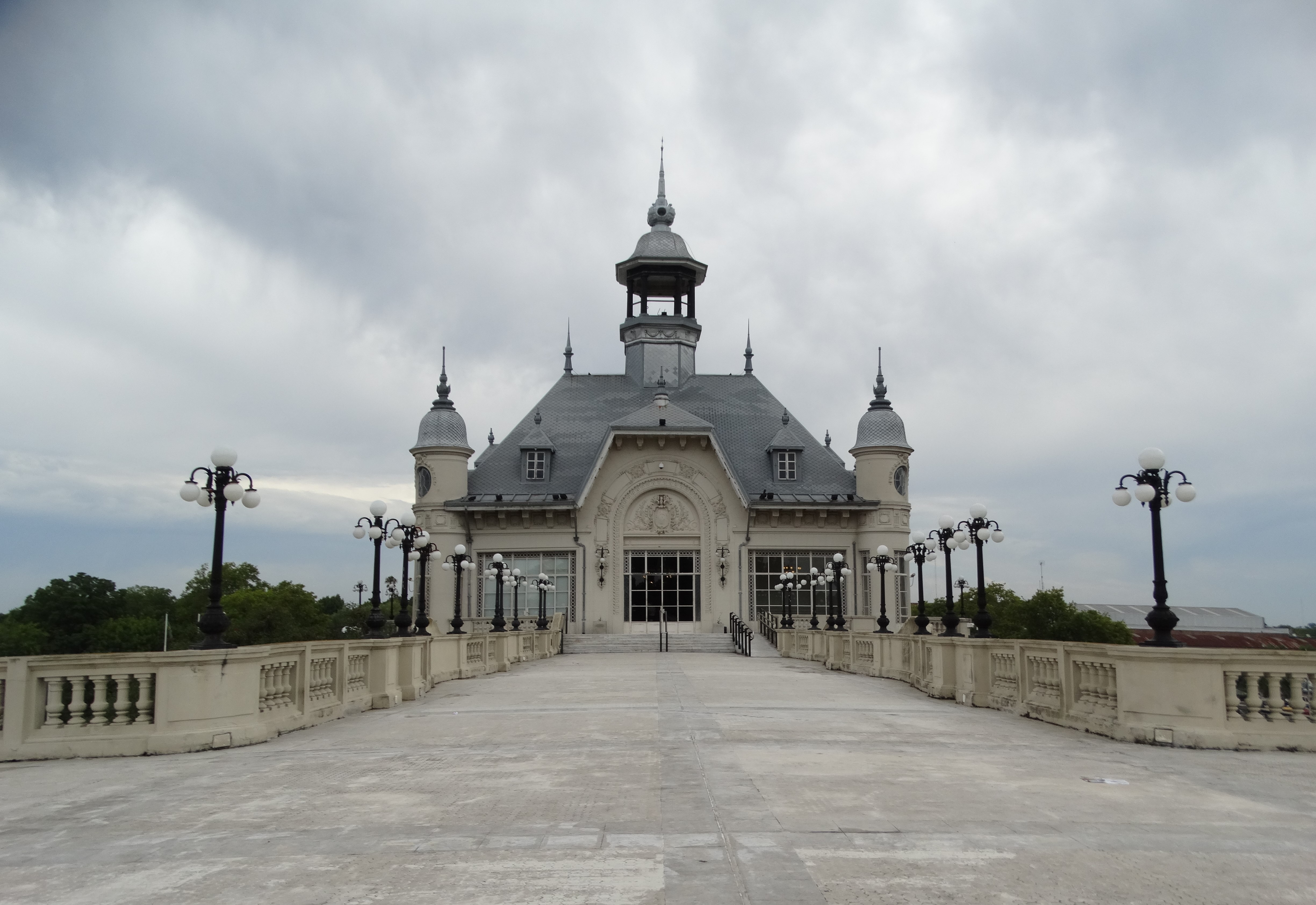
Frontis vista desde el segundo piso